# Electric Marketeer Manufacturing
Die Electric Marketeer Manufacturing Company war ein US-amerikanisches Unternehmen.

## Beschreibung
Das Unternehmen war in Redlands in Kalifornien ansässig. Es stellte 1954 einige straßenzugelassene Kraftfahrzeuge her.
Merle Williams aus Long Beach in Kalifornien gründete das Unternehmen während des Zweiten Weltkriegs, etwa 1942. Er stellte Elektroautos her. Später verlegte er den Sitz nach Redlands. Es folgten Fahrzeuge für Körperbehinderte und ab 1951 Golfmobile. 1965 wurde das Unternehmen von der Westinghouse Electric Corporation übernommen.

## Pkw
1954 wurde ein kleines Elektro-Dreiradfahrzeug als Einkaufswagen für Frauen gebaut. Wie zehn Jahre später beim Marketour gab es ein einzelnes Vorderrad, das mit einer Lenkstange gelenkt wurde. Angetrieben wurden die Hinterräder von einem Elektromotor mit 2,2 kW Leistung, der aus 6-V-Batterien gespeist wurde. Eine andere Quelle nennt 3 PS, was 2,2 kW entspricht, und sechs 6-Volt-Batterien. Die Reichweite lag bei 50–55 km. Die GFK-Karosserie bot zwei Personen Platz nebeneinander.